# Чолово (станция)
Чолово — станция Санкт-Петербург-Витебского отделения Октябрьской железной дороги, расположенная на участке Санкт-Петербург — Оредеж между платформами 101 и 117 км в посёлке Чолово Лужского района. Электрифицирована постоянным током, напряжением 3,3 кВ в 1988 году в составе участка Вырица — Чолово.
На станции останавливаются электропоезда Санкт-Петербург (Витебский вокзал) — Оредеж.